# Portugisiska alfabetet
Portugisiska alfabetet är en variant av latinska alfabetet som används i det portugisiska språket.

## Om bokstäverna
| Bokstav | Namn                | IPA                      |
| ------- | ------------------- | ------------------------ |
| A, a    | á                   | /a/ eller /ɐ/            |
| B, b    | bê                  | /b/                      |
| C, c    | cê                  | /k/ eller /s/            |
| D, d    | dê                  | /d/                      |
| E, e    | é                   | /e/ eller /ɛ/ eller /ɨ/  |
| F, f    | éfe                 | /f/                      |
| G, g    | guê (EP), gê (BP)   | /ɡ/ eller /ʒ/            |
| H, h    | agá                 |                          |
| I, i    | i                   | /i/ eller /j/            |
| J, j    | jota                | /ʒ/                      |
| L, l    | éle                 | /l/ eller /w/            |
| M, m    | éme                 | /m/                      |
| N, n    | éne                 | /n/                      |
| O, o    | ó (EP), ô (BP)      | /ɔ/ eller /o/            |
| P, p    | pê                  | /p/                      |
| Q, q    | quê                 | /k/                      |
| R, r    | ére                 | /ɾ/                      |
| S, s    | ésse                | /s/ eller /z/ eller /ʃ/  |
| T, t    | tê                  | /t/                      |
| U, u    | u                   | /ʊ/                      |
| V, v    | vê                  | /v/                      |
| X, x    | xis (EP), chis (BP) | /ʃ/ eller /ks/ eller /z/ |
| Z, z    | zê                  | /z/                      |

## Andra bokstäver
| Bokstav | Namn                                            | IPA            |
| ------- | ----------------------------------------------- | -------------- |
| Ç, ç    | çé, cê cedilha                                  | /s/            |
| Ch, ch  | chê                                             | /ʃ/            |
| K, k    | capa (EP), cá (BP)                              | /k/            |
| Lh, lh  | élhe                                            | /ʎ/            |
| Nh, nh  | énhe                                            | /ɲ/            |
| Rr, rr  | rê                                              | /ʁ/            |
| W, w    | dâblio vê (EP), dáplio vê (BP), duplo vê (alla) | /v/ eller /bw/ |
| Y, y    | i grego (EP), ípsilon (BP)                      | /j/            |